# Gränsjön (Gunnarskogs socken, Värmland)
Gränsjön är en sjö i Arvika kommun i Värmland och ingår i Göta älvs huvudavrinningsområde. Sjön har en area på 0,539 kvadratkilometer och ligger 234,3 meter över havet. Vid provfiske har abborre, gädda, mört och nors fångats i sjön.

## Delavrinningsområde
Gränsjön ingår i det delavrinningsområde (664330-131770) som SMHI kallar för Mynnar i Nedre Vassbotten. Medelhöjden är 198 meter över havet och ytan är 48,25 kvadratkilometer. Räknas de 5 avrinningsområdena uppströms in blir den ackumulerade arean 156,8 kvadratkilometer. Järperudsälven (Bruksälven) som avvattnar avrinningsområdet har biflödesordning 4, vilket innebär att vattnet flödar genom totalt 4 vattendrag innan det når havet efter 300 kilometer. Avrinningsområdet består mestadels av skog (73 procent). Avrinningsområdet har 1,03 kvadratkilometer vattenytor vilket ger det en sjöprocent på 2,1 procent.